# Lenzburg
Lenzburg je malé město rozkládající se uprostřed kantonu Aargau ve Švýcarsku. Je hlavním místem okresu Lenzburg. Koncem roku 2016 zde žilo 9505 obyvatel.

## Poloha, popis

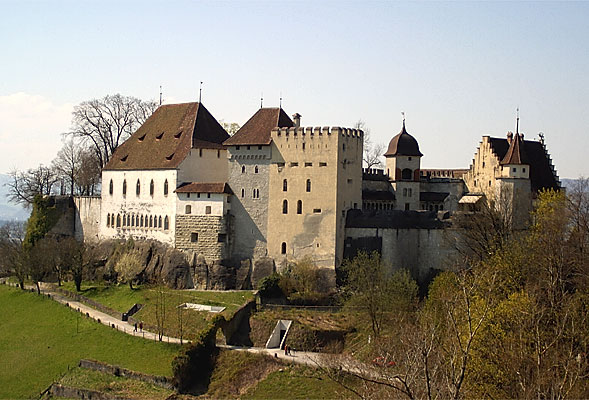
Zámek Lenzburg

Město je rozloženo podél potoka Aabach, přibližně 4 km jižně od řeky Aary. Nadmořská výška území je zhruba od 390 m v údolí až po téměř 570 m v nejvyšších místech. Rozloha území obce je 11,31 km². Z toho je 5,62 km² zalesněno.
Město sousedí s těmito obcemi : Rupperswil na severozápadě, Niederlenz a Möriken-Wildegg na severu, Othmarsingen na severovýchodě, Hendschiken na východě, Ammerswil na jihovýchodě, Egliswil na jihu, Seon na jihozápadě a Staufen na západě.

## Doprava
Městem prochází v severní části Dálnice A1. Na ni navazuje Hlavní silnice 1 vedoucí z Curychu do Bernu, dále Hlavní silnice 25 do města Zug a také Hlavní silnice 26 z města Brugg do Lucernu. Na silnicích jsou využívána autobusová spojení s řadou okolních obcí.
Kromě silnic tudy také vede železniční trať umožňující spojení do mnoha obcí na trase z Bernu do Curychu.

## Zajímavosti města
- Zámek Lenzburg, jehož počátek lze hledat již v 11. století.
- Staré město s řadou historických památek.
- Rozhledna Esterliturm o výšce 48 m.
- Věznice Lenzburg - největší vězení v kantonu Aargau.